# La Famille Stoddard
Pour plus de détails, voir Fiche technique et Distribution.
La Famille Stoddard (Adam Had Four Sons) est un film américain en noir et blanc de Gregory Ratoff, réalisé en 1941. 

## Synopsis
Adam Stoddard est un patriarche de famille riche et facile à vivre qui traverse des moments difficiles après la mort de sa femme Molly et un krach boursier en 1907 qui anéantit sa richesse. La gouvernante Emilie, récemment arrivée, s'efforce de garder la famille unie. Les fils Stoddard sont envoyés au pensionnat car leur scolarité est payée par la riche vieille cousine Phillipa. Partie en France, Emilie rentrera quand Adam pourra racheter le domaine familial. Cela nécessitera plusieurs années. Dans l'intervalle, les trois fils les plus âgés se battent pendant la Première Guerre mondiale.

## Fiche technique
- Titre : La Famille Stoddard
- Titre original : Adam Had Four Sons
- Réalisation : Gregory Ratoff
- Scénario : William Hurlbut et Michael Blankfort d'après le roman de Charles Bonner Legacy (1940)
- Production : Robert E. Sherwood et Gordon Griffith (producteur associé)
- Studio de production et de distribution : Columbia Pictures
- Musique : W. Franke Harling et Rudy Schrager (non crédité)
- Direction artistique : Rudolph Sternad
- Décors : David S. Hall
- Décorateur de plateau : Howard Bristol
- Costumes : David Kidd et Coyla Davis
- Photographie : J. Peverell Marley
- Montage : Francis D. Lyon
- Format : noir et blanc - son : Mono (Western Electric Mirrophonic Recording)
- Pays d'origine : États-Unis
- Genre : chronique familiale, drame romantique
- Durée : 81 minutes
- Dates de sortie :
  - États-Unis : 18 février 1941
  - France : 25 avril 1945

## Distribution
- Ingrid Bergman : Émilie Gallatin
- Warner Baxter : Adam Stoddard
- Susan Hayward : Hester Stoddard
- Fay Wray : Molly Stoddard
- Richard Denning : Jack Stoddard
- Johnny Downs : David Stoddard
- Robert Shaw : Chris Stoddard
- Charles Lind : Phillip Stoddard
- Billy Ray :  Jack Stoddard (jeune)
- Steven Muller : David Stoddard (jeune)
- Wallace Chadwell : Chris Stoddard (jeune)
- Bobby Walberg : Phillip Stoddard (jeune)
- Helen Westley : Cousin Phillippa
- June Lockhart : Vance
- Pietro Sosso : Otto
- Gilbert Emery : Dr Lane